# 威廉·扬松
威廉·扬松（荷蘭語：Willem Janszoon，约1570年—1630年）是荷兰的一位航海家和殖民总督。
扬松大约出生在1570年，其早年事迹不详。1598年他的名字第一次在荷兰东印度公司的记录中出现，参加雅各布·科内利松·范·内克的第二次荷兰对印度尼西亚远征，担任第二舰队中Hollandia的舰长。1601年，他又参加由约里斯·范·斯皮尔贝尔亨率领的探险。
1603年12月18日，他参加了由斯特文·范·德·哈亨率领的探险，担任Duyfken号船长。在其他船只离开爪哇岛后，扬松被派去探查其他贸易的离岛，尤其是在“新几内亚岛和其他东方和南方土地”。
1605年11月18日，扬松从爪哇岛的万丹出发，前往新几内亚岛的西部海岸。此后，扬松穿过阿拉弗拉海东部来到了卡奔塔利亚湾，但并未发觉到托雷斯海峡的存在。1606年2月，Duyfken号实质上到达了托雷斯海峡，比西班牙探险家路易斯·瓦斯·德·托雷斯穿过它还早了几个月。1606年，扬松在今日澳大利亚昆士兰州约克角半岛西岸的彭尼法瑟河登陆，大约在韦帕附近。他也是历史上第一个到达澳大利亚的欧洲人。

## 伸延閱讀
- Heeres, J. E. . London: Royal Dutch Geographical Society, Project Gutenberg of Australia. 1899: 114  [2023-12-07]. （原始内容存档于2007-03-10）.
- Mutch, T. D. . Sydney: Mutch, Project Gutenberg of Australia. 1942: 55  [2023-12-07]. （原始内容存档于2011-08-13）.
- Scott, Ernest. . Melbourne: Project Gutenberg of Australia. 16 July 1916  [2023-12-07]. （原始内容存档于2012-05-12）.
- Serle, Percival. . . Sydney: Angus and Robertson. 1949.
- Forsyth, J. W., , , Australian National University, 1967  [2023-12-07], （原始内容存档于2008-04-26）